# Falling in Between Live
Falling in Between Live je peti album v živo ameriške rock skupine Toto, ki je izšel leta 2007. Album je bil posnet 26. marca 2007 v Le Zenith v Parizu. 
To je bil prvi skupinin album, kjer je kot bas kitarist sodeloval Leland Sklar, ki je, zaradi poškodbe roke, na koncertu zamenjal Mika Porcara in drugi album, kjer je kot član skupine sodeloval Greg Phillinganes.

## Seznam skladb
| Disk 1 | Disk 1                  | Disk 1                                                                                      | Disk 1  |
| Št.    | Naslov                  | Pisec                                                                                       | Dolžina |
| ------ | ----------------------- | ------------------------------------------------------------------------------------------- | ------- |
| 1.     | „Falling in Between‟    | David Paich, Steve Lukather, Bobby Kimball, Mike Porcaro, Greg Phillinganes, Simon Phillips | 5:22    |
| 2.     | „King of the World‟     | Kimball, Lukather, Paich, Steve Porcaro, Phillips, M. Porcaro                               | 5:32    |
| 3.     | „Pamela‟                | Paich, Joseph Williams                                                                      | 5:42    |
| 4.     | „Bottom of Your Soul‟   | Lukather, Paich, Phillips, M. Porcaro, Kimball                                              | 7:04    |
| 5.     | „Caught in the Balance‟ | Lukather, Paich, Phillips, M. Porcaro, Stan Lynch, Kimball                                  | 6:44    |
| 6.     | „Don't Chain My Heart‟  | Paich, Lukather, Jeff Porcaro, M. Porcaro                                                   | 5:37    |
| 7.     | „Hold the Line‟         | Paich                                                                                       | 4:22    |
| 8.     | „Stop Loving You‟       | Lukather, Paich                                                                             | 3:22    |
| 9.     | „I'll Be Over You‟      | Lukather, Randy Goodrum                                                                     | 2:29    |
| 10.    | „Cruel‟                 | Jed Leiber, Phillips, Kimball, Lukather                                                     | 2:44    |
| 11.    | „Greg Solo‟             | Phillinganes                                                                                | 6:21    |

| Disk 2 | Disk 2                 | Disk 2                                                          | Disk 2  |
| Št.    | Naslov                 | Pisec                                                           | Dolžina |
| ------ | ---------------------- | --------------------------------------------------------------- | ------- |
| 1.     | „Rosanna‟              | Paich                                                           | 9:19    |
| 2.     | „I'll Supply the Love‟ | Paich                                                           | 1:56    |
| 3.     | „Isolation‟            | Lukather, Paich, Fergie Frederiksen                             | 2:50    |
| 4.     | „Gift of Faith‟        | Lukather, Paich, Lynch                                          | 2:37    |
| 5.     | „Kingdom of Desire‟    | Danny Kortchmar                                                 | 2:51    |
| 6.     | „Luke Solo‟            | Lukather                                                        | 6:07    |
| 7.     | „Hydra‟                | Paich, S. Porcaro, J. Porcaro, Lukather, Kimball, David Hungate | 2:04    |
| 8.     | „Simon Solo‟           | Phillips                                                        | 3:42    |
| 9.     | „Taint Your World‟     | Lukather, Paich, Phillips, M. Porcaro, Kimball                  | 2:07    |
| 10.    | „Gypsy Train‟          | Paich, Lukather, J. Porcaro, M. Porcaro                         | 7:10    |
| 11.    | „Africa‟               | Paich, J. Porcaro                                               | 6:15    |
| 12.    | „Drag Him to the Roof‟ | Lukather, Paich, Lynch                                          | 9:14    |

## Zasedba

### Toto
- Bobby Kimball – solo vokal, spremljevalni vokal
- Steve Lukather – kitare, solo vokal, spremljevalni vokal
- Greg Phillinganes – klaviature, solo vokal, spremljevalni vokal
- Simon Phillips – bobni, tolkala, programiranje

### Dodatni glasbeniki
- Tony Spinner – kitara, vokal
- Leland Sklar – bas kitara